# Azerbajdzjans Grand Prix 2018
Azerbajdzjans Grand Prix 2018, officiellt Formula 1 2018 Azerbaijan Grand Prix, var ett Formel 1-lopp som kördes 29 april 2018 på Baku City Circuit i Baku i Azerbajdzjan. Loppet var det fjärde av sammanlagt tjugoen deltävlingar ingående i Formel 1-säsongen 2018 och kördes över 51 varv.

## Kval
| Pos.                    | Nr | Förare            | Konstruktör               | Kvaltider | Kvaltider | Kvaltider | Start- grid |
| Pos.                    | Nr | Förare            | Konstruktör               | Q1        | Q2        | Q3        | Start- grid |
| ----------------------- | -- | ----------------- | ------------------------- | --------- | --------- | --------- | ----------- |
| 1                       | 5  | Sebastian Vettel  | Ferrari                   | 1.42,762  | 1.43,015  | 1.41,498  | 1           |
| 2                       | 44 | Lewis Hamilton    | Mercedes                  | 1.42,693  | 1.42,676  | 1.41,677  | 2           |
| 3                       | 77 | Valtteri Bottas   | Mercedes                  | 1.43,355  | 1.42,679  | 1.41,837  | 3           |
| 4                       | 3  | Daniel Ricciardo  | Red Bull Racing-TAG Heuer | 1.42,857  | 1.43,482  | 1.41,911  | 4           |
| 5                       | 33 | Max Verstappen    | Red Bull Racing-TAG Heuer | 1.42,642  | 1.42,901  | 1.41,994  | 5           |
| 6                       | 7  | Kimi Räikkönen    | Ferrari                   | 1.42,538  | 1.42,510  | 1.42,490  | 6           |
| 7                       | 31 | Esteban Ocon      | Force India-Mercedes      | 1.43,021  | 1.42,967  | 1.42,967  | 7           |
| 8                       | 11 | Sergio Pérez      | Force India-Mercedes      | 1.43,992  | 1.43,366  | 1.42,547  | 8           |
| 9                       | 27 | Nico Hülkenberg   | Renault                   | 1.43,746  | 1.43,232  | 1.43,066  | 14a         |
| 10                      | 55 | Carlos Sainz Jr.  | Renault                   | 1.43,426  | 1.43,464  | 1.43,351  | 9           |
| 11                      | 18 | Lance Stroll      | Williams-Mercedes         | 1.44,359  | 1.43,585  |           | 10          |
| 12                      | 35 | Sergey Sirotkin   | Williams-Mercedes         | 1.44,261  | 1.43,886  |           | 11          |
| 13                      | 14 | Fernando Alonso   | McLaren-Renault           | 1.44,010  | 1.44,019  |           | 12          |
| 14                      | 16 | Charles Leclerc   | Sauber-Ferrari            | 1.43,752  | 1.44,074  |           | 13          |
| 15                      | 20 | Kevin Magnussen   | Haas-Ferrari              | 1.43,674  | 1.44,759  |           | 15          |
| 16                      | 2  | Stoffel Vandoorne | McLaren-Renault           | 1.44,489  |           |           | 16          |
| 17                      | 10 | Pierre Gasly      | Scuderia Toro Rosso-Honda | 1.44,496  |           |           | 17          |
| 18                      | 9  | Marcus Ericsson   | Sauber-Ferrari            | 1.45,541  |           |           | 18          |
| DNQb                    | 28 | Brendon Hartley   | Scuderia Toro Rosso-Honda | 1.57,354  |           |           | 19d         |
| DNQc                    | 8  | Romain Grosjean   | Haas-Ferrari              | Ingen tid |           |           | 20d         |
| 107 %-gränsen: 1.49,715 |    |                   |                           |           |           |           |             |
| Källor:                 |    |                   |                           |           |           |           |             |